# Ein besonderes Leben
Ein besonderes Leben (Originaltitel: Special) ist eine US-amerikanische Fernsehserie, die am 12. April 2019 auf dem Video-on-Demand-Anbieter Netflix ihre Premiere feierte. Sie basiert auf der im Jahr 2015 erschienenen Autobiografie I'm Special: And Other Lies We Tell Ourselves des amerikanischen Schriftstellers Ryan O’Connell, der in der Serie die Hauptrolle verkörpert, die Drehbücher aller bisher acht Folgen verfasste und als Executive Producer fungiert. Ein weiterer Produzent der Serie ist Jim Parsons, der sie mit seinem eigenen Produktionsunternehmen That’s Wonderful Productions mitfinanziert.
Am 16. Dezember 2019 gab Netflix bekannt, dass die Serie für eine zweite Staffel verlängert wurde. Am 10. März 2021 gab O’Connell bekannt, dass die zweite Staffel auch die letzte sein wird, ebenfalls aus acht Folgen besteht und ab dem 20. Mai abrufbar ist. Dafür werden die Episoden von durchschnittlich 15 auf 30 Minuten verlängert.

## Handlung
Ryan Hayes leidet unter einer milden Form der Infantilen Zerebralparese. Er wohnt noch bei seiner Mutter Karen, möchte aber allmählich ein selbstständiges Leben führen. Er nimmt eine unbezahlte Praktikantenstelle bei Eggwoke, einer Webseite, an. Dort muss er die Launen seiner Vorgesetzten Olivia ertragen, die ein herrisches und äußerst strenges Verhalten an den Tag legt. Bei seiner Arbeit freundet er sich mit Kim an, die indische Wurzeln hat.
Ryan möchte nicht nur in die Arbeitswelt starten, sondern auch zum ersten Mal eine Beziehung führen. Ryan ist homosexuell und trifft zwar des Öfteren auf Männer, die er attraktiv findet, traut sich aber aufgrund seiner introvertierten Art meistens nicht, diese auch anzusprechen. Nicht nur Ryan ist auf der Suche nach der wahren Liebe, auch Karen verliebt sich nach langer Zeit wieder: Sie fühlt sich zu ihrem neuen Nachbarn Phil hingezogen.

## Besetzung
Die Synchronisation der Serie wird bei der Berliner Synchron nach einem Dialogbuch von Andreas Pollak und unter der Dialogregie von Klaus Bauschulte erstellt.

### Hauptfiguren
| Rolle       | Darsteller     | Synchronsprecher   |
| ----------- | -------------- | ------------------ |
| Ryan Hayes  | Ryan O’Connell | Christian Zeiger   |
| Karen Hayes | Jessica Hecht  | Sabine Falkenberg  |
| Kim Laghari | Punam Patel    | Marie-Isabel Walke |
| Olivia      | Marla Mindelle | Marieke Oeffinger  |
| Carey       | Augustus Prew  | Michael Baral      |
| Phil        | Patrick Fabian | Jaron Löwenberg    |
| Tanner      | Max Jenkins    |                    |

### Nebenfiguren
| Rolle    | Darsteller           | Synchronsprecher |
| -------- | -------------------- | ---------------- |
| Caitie   | Kat Rogers           |                  |
| Keaton   | Jason Michael Snow   | Philippa Jarke   |
| Shay     | Brian Jordan Alvarez | Dirk Stollenberg |
| Samantha | Gina Hughes          | Melinda Rachfahl |
| Harrison | Charlie Barnett      |                  |
| Susan    | Ana Ortiz            |                  |
| Ravi     | Utkarsh Ambudkar     |                  |
| Tonya    | Lauren Weedman       |                  |
| Henry    | Buck Andrews         |                  |
| Bina     | Anjali Bhimani       |                  |
| Vijay    | Ajay Mehta           |                  |
| Dev      | Karan Soni           |                  |
| Charles  | Leslie Jordan        |                  |

## Episodenliste

### Staffel 1
| Nr. (ges.)                                                                                | Nr. (St.) | Deutscher Titel                     | Originaltitel                     | Regie       | Drehbuch       |
| ----------------------------------------------------------------------------------------- | --------- | ----------------------------------- | --------------------------------- | ----------- | -------------- |
| 1                                                                                         | 1         | Kapitel eins: Cerebralpa-lol-e      | Chapter One: Cerebral LOLzy       | Anna Dokoza | Ryan O’Connell |
| 2                                                                                         | 2         | Kapitel zwei: Ins kalte Wasser      | Chapter Two: The Deep End         | Anna Dokoza | Ryan O’Connell |
| 3                                                                                         | 3         | Kapitel drei: Kostenlose Scones     | Chapter Three: Free Scones        | Anna Dokoza | Ryan O’Connell |
| 4                                                                                         | 4         | Kapitel vier: Einweihungsparty      | Chapter Four: Housechilling Party | Anna Dokoza | Ryan O’Connell |
| 5                                                                                         | 5         | Kapitel fünf: Vagina-Momologe       | Chapter Five: Vagina Momologues   | Anna Dokoza | Ryan O’Connell |
| 6                                                                                         | 6         | Kapitel sechs: Pokerflüsterer       | Chapter Six: Straight Potential   | Anna Dokoza | Ryan O’Connell |
| 7                                                                                         | 7         | Kapitel sieben: Blind Date          | Chapter Seven: Blind Deaf Date    | Anna Dokoza | Ryan O’Connell |
| 8                                                                                         | 8         | Kapitel acht: Kuchenladenhierarchie | Chapter Eight: Gay Gardens        | Anna Dokoza | Ryan O’Connell |
| Am 12. April 2019 wurden alle Folgen der Staffel gleichzeitig bei Netflix veröffentlicht. |           |                                     |                                   |             |                |

### Staffel 2
| Nr. (ges.)                                                                              | Nr. (St.) | Deutscher Titel                    | Originaltitel                 | Regie         | Drehbuch           |
| --------------------------------------------------------------------------------------- | --------- | ---------------------------------- | ----------------------------- | ------------- | ------------------ |
| 9                                                                                       | 1         | One-Day-Stand                      | One Day Stand                 | Anna Dokoza   | Ryan O’Connell     |
| 10                                                                                      | 2         | Das gefällt mir nicht              | I Don't Like it Like This     | Anna Dokoza   | Mason Flink        |
| 11                                                                                      | 3         | Jungs sind eben so                 | That's The Way The Boys Are   | Anna Dokoza   | Liz Elverenli      |
| 12                                                                                      | 4         | Die Trauerfeier                    | Death By a Thousand Cold Cuts | Anna Dokoza   | Leila Cohan-Miccio |
| 13                                                                                      | 5         | Ryan und die Crips                 | Ryan Joins the Crips          | Craig Johnson | Keshni Kashyap     |
| 14                                                                                      | 6         | Ballköniginnen                     | Prom Queens                   | Craig Johnson | Leila Cohan-Miccio |
| 15                                                                                      | 7         | Warum ist hier keiner vorbereitet? | Why Is No One Ready?          | Craig Johnson | Ryan O’Connell     |
| 16                                                                                      | 8         | Hier endet die Geschichte          | Here's Where the Story Ends   | Craig Johnson | Ryan O’Connell     |
| Am 20. Mai 2021 wurden alle Folgen der Staffel gleichzeitig bei Netflix veröffentlicht. |           |                                    |                               |               |                    |

## Rezeption
Die erste Staffel erhielt in der Internet Movie Database eine Bewertung von 7,9 aus zehn Sternen basierend auf 2352 abgegebenen Stimmen. Bei Rotten Tomatoes beträgt die Kritikerwertung 93 Prozent basierend auf 15 Stimmen (durchschnittlich sieben aus zehn Punkten), der Zuschauerwert 89 Prozent (im Durchschnitt 4,5 aus fünf Punkten) (Stand: 26. April 2019). Die Kritikerwertung auf Metacritic beträgt 66 aus 100 basierend auf 8 Kritikerstimmen, die Zuschauerwertung 6,6 aus zehn basierend auf 20 Stimmen.
Ben Travers, ein Redakteur der Webseite IndieWire, bemängelte zwar, dass einige Szenen mitunter „langatmig“ ausfielen, lobte dafür aber Ryan O’Connell, der ein Talent für Slapstick habe und für einen Newcomer recht gut spiele. Zudem äußerte er sich positiv über Jessica Hecht, die in jeder Szene, in der sie vorkommt, heraussteche. Travers schloss seine Kritik mit den Worten, dass sich die Serie zwar noch verbessern könne, ihr „Herz aber bereits am rechten Fleck“ habe.
Caroline Framke schrieb in Variety, dass Ein besonderes Leben aufgrund der kurzen Folgenlänge und dem Arbeitsplatz des Protagonisten wie eine „Webserie aus dem Jahr 2015“ wirke. Sie lobte dennoch die Serie, die „zeitlose Themen mit Mitgefühl und Witz“ behandle und erwähnte dabei besonders eine Szene, in der Ryan Hayes zum ersten Mal Sex hat, diese Sequenz sei sowohl „geduldig als auch lustig“. Zudem äußerte sich Framke positiv über die Charakterisierung der weiblichen Figuren Karen Hayes und Kim Laghari und sagte, dass die Serie durch eine längere Laufzeit der Episoden noch „befriedigender“ wäre.

„(...) Acht viertelstündige Folgen lang macht Autor Ryan O'Connell darin nicht nur sein autobiografisches Sachbuch I’m Special: And Other Lies We Tell Ourselves zur Basis einer leichtfüßigen Comedy-Serie übers emotionale Erwachen eines 32-Jährigen mit Zelebralparese. Er spielt die ungewöhnliche Titelfigur eines ungewöhnlichen Formats gleich selber. Und das wirkt nach Ansicht des Trailers schon deshalb so erfrischend glaubhaft, weil der schwule Ryan O'Connell mit dieser Muskelerkrankung zur Welt kam. Das Ergebnis ist ein Fanal eigeninitiierter Inklusion, das am Beispiel des Showrunners zeigt, wie uneingeschränkt angeblich beeinträchtigte Menschen ihr Dasein meistern, wenn man sie lässt.“

## Nominierungen und Auszeichnungen
Primetime Creative Arts Emmy Awards 2019
- Nominierung: Beste Kurzserie – Komödie oder Drama
- Nominierung: Bester Darsteller in einer Kurzserie – Komödie oder Drama, für Ryan O’Connell
- Nominierung: Beste Darstellerin in einer Kurzserie – Komödie oder Drama, für Jessica Hecht
- Nominierung: Beste Darstellerin in einer Kurzserie – Komödie oder Drama, für Punam Patel

GLAAD Media Award 2020
- Auszeichnung: Special Recognition Award

Writers Guild of America Awards 2020
- Auszeichnung: Beste neue Kurzserie